# Козир Валентина Василівна
Валентина Василівна Козир (нар. 25 квітня 1950, Чернівці) — українська радянська легкоатлетка, стрибки у висоту, бронзова призерка Літніх олімпійських ігор 1968 року в Мехіко. 

## Життєпис
Народилася 25 квітня 1950 року в Чернівцях.
Зайняття легкою атлетикою розпочала, навчаючись в 33-й середній школі.
Срібна призерка чемпіонату СРСР 1968 року і бронзова 1969 та 1971.
Мешкає в Одесі. Одружена з Миколою Авіловим.

## Державні нагороди і почесні звання
- Заслужений майстер спорту СРСР.